# Wihuri Packaging Group
Die Wihuri Packaging Group ist ein internationaler Verpackungshersteller für Nahrungsmittel- und medizinische Verpackungen mit Sitz in Helsinki. Das Unternehmen teilt sich in Wipak (europäischer Markt) und Winpak (amerikanischer/kanadischer Markt). Die Verpackungen werden in zwölf Produktionsstandorten in Europa und neun Produktionsstandorten in USA/Kanada erstellt. Die Wihuri Packaging Group gehört zum finnischen Wihuri-Konzern und nimmt auf dem Gebiet der Folien – insbesondere bei Barrierefolien – weltweit eine Spitzenposition ein.
Mit Produktionsstätten, Forschungseinrichtungen und Vertriebsniederlassungen in Nordamerika und Europa und 
weiteren Servicebüros in Asien, Australien, Südamerika und Afrika verbindet die Wihuri Packaging Group Marktnähe
mit weltweiter Präsenz.

## Geschichte
Die Wurzeln des Unternehmens liegen in Finnland bei dem 1901 gegründeten Mischkonzern Wihuri, der sich auf Verpackung und Handel mit technischen Produkten sowie Dienstleistungen spezialisiert hat und sogar eine eigene Fluggesellschaft betreibt. Die Wihuri Packaging Group wurde 1966 gegründet und bildet einen Zusammenschluss von Wipak und Winpak. Wihuri beschäftigt weltweit rund 5.000 Mitarbeiter, davon sind rund 3.700 Bei der Wihuri Packaging Group tätig.

## Wipak
In Europa wird die Verpackungssparte durch die Wipak Gruppe vertreten. An Standorten in Finnland, Deutschland, 
Niederlande, Frankreich, England, Polen und Spanien entwickeln, produzieren und vertreiben rund 1.850 Mitarbeiter Folien und Verpackungslösungen für Lebensmittel sowie technische und medizinische Anwendungen. Der Umsatz lag
im vergangenen Jahr bei etwa 450 Millionen Euro. Der größte Wipak-Standort ist im Industriepark Walsrode in Bomlitz (Lüneburger Heide) mit 650 Beschäftigten. Jüngste Wipak-Töchter sind seit 2007 Wipak Kempten und die finnischen Werke Wipak Avans und Wipak Valkeakoski.

## Winpak
Das Pendant zu Wipak ist die Winpak-Gruppe in den USA und Kanada mit rund 1.850 Mitarbeitern, die komplette
Verpackungs- und Folienprogramme für den nordamerikanischen Markt produziert.

## Verpackungen
Geschäftszweck ist die Entwicklung, Herstellung und Verarbeitung von hochwertigen und funktionalen Folien für viele Bereiche des Alltags – von Lebensmitteln bis (Wieder)Verschluss-Systemen, von Aufreißstreifen bis 
Sterilgüter in der Medizin. 
Das Unternehmen liefert die Verpackungen für Nahrungsmittel wie Backwaren, Snacks, Fleisch- 
und Wurstwaren, Käse und Milch, Fertiggerichte, Feinkost, Fisch, Futtermittel, Gewürze und Tabak. Auch in der Medizintechnik ist die Wihuri Packaging Group zu finden. Produziert werden Verpackungen für medizinische Geräte und Instrumente, Health-Care-Produkte, Industrieprodukte und für den Praxis- und Krankenhausbedarf (Steriking R).